# Century Child
Century Child е името на четвъртия албум на Nightwish. Излиза през 2002 г. Новото в него е, че за пръв път в записите на групата взима участие истински оркестър – симфоничният оркестър на град Йоенсу и хорът към него. Освен това за албума идва и Марко Хиетала, с когото имат голям възход. Обложката е дело на Маркус Майер. В албума има един кавър – песента „Phantom of the Opera“ от едноименния мюзикъл на Андрю Лойд Уебър. В оригинал, песента се изпълнява от Сара Брайтмън и Майкъл Кроуфорд. Текстовете и музиката на останалите песни са на Туомас Холопайнен.

## Песни
- 1. Bless the Child
- 2. End Of All Hope
- 3. Dead To The World
- 4. Ever Dream
- 5. Slaying The Dreamer
- 6. Forever Yours
- 7. Ocean Soul
- 8. Feel For You
- 9. The Phantom Of The Opera
- 10. Beauty Of The Beast